# 米爾維奧橋
米爾維奧橋（義大利語：Ponte Milvio），是一座建於1345年的古老大橋，它是台伯河上的重要橋樑。義大利首都羅馬位於台伯河河口以上25公里的東岸。
公元312年10月28日的一場戰役米爾維安大橋戰役就是在米爾維安大橋附近，發生交戰雙方為羅馬帝國的君士坦丁一世和馬克森提烏斯，而馬克森提烏斯在交戰時溺斃於河中。
近年來這裡開始流行一種特殊的情人節儀式，在橋上鎖上爱情锁，並將鑰匙丟掉橋下，象徵愛情至死不渝。